# Mrs. Miniver
Mrs. Miniver ist ein US-amerikanisches Filmdrama von William Wyler aus dem Jahr 1942 mit Greer Garson und Walter Pidgeon in den Hauptrollen. Der Film über das Leben der fiktiven Familie Miniver in einem englischen Dorf, in dessen Beschaulichkeit zunehmend die Schrecken des Zweiten Weltkriegs eindringen, wird teils auch dem Propagandafilm zugerechnet. Seinerzeit ein großer kommerzieller Erfolg, wurde Mrs. Miniver zudem mit sechs Oscars ausgezeichnet und gilt als einer der wichtigsten Filme, die Hollywood in Reaktion auf den Zweiten Weltkrieg drehte.  Als literarische Vorlage diente der Roman Mrs. Miniver erlebt die Vorkriegszeit (Mrs. Miniver) der britischen Autorin Jan Struther.

## Handlung
„Dies ist die Geschichte einer bürgerlichen Familie in England. Die Frühsommer-Sonne des Jahres 1939 strahlt auf das friedliche Idyll des heiteren Lebens. Nichts scheint es für diese Menschen zu geben als Freude an den Kindern, an der Arbeit, am Spiel und am Garten. Bis die Sonne des Glückes verlöscht, weil Feuer auf die Erde fiel, weil das große Völkermorden begann. Dieser Film ist ein Dokument jener Zeit …“

### Normalität bei den Minivers
Mrs. Kay Miniver läuft durch die belebten Straßen Londons. Sie will mit dem Bus nach Hause fahren, überlegt es sich jedoch anders, um das letzte Exemplar eines teuren Huts zu kaufen. Danach steigt sie in einen Zug und trifft auf den Pfarrer und die vom Einkaufen erschöpfte Lady Beldon. Als sie am Bahnhof von Belham, ihrem Wohnort, ankommt, führt sie der Bahnhofsvorsteher Mr. Ballard in einen Raum, um ihr eine rote Rose zu zeigen, die er gezüchtet hat. Da Mrs. Miniver zu ihm stets freundlich gewesen sei, möchte Mr. Ballard der Rose ihren Namen geben. Als sie zu Hause eintrifft, wird sie von ihrem Mann Clem, einem Architekten, erwartet.

### Begegnung zwischen Vin und Carol
Am nächsten Morgen holen die Minivers ihren eigenwilligen Sohn Vin, der an der berühmten Oxford-Universität studiert, vom Bahnhof ab. Während des Mittagessens erscheint die Nachbarin und Enkelin von Lady Beldon, die 18-jährige Carol, die ihnen von der bevorstehenden Rosenausstellung und der Teilnahme von Mr. Ballard erzählen will. Dieser hat seine Rose „Mrs. Miniver“ bei der Ausstellung angemeldet. Da Lady Beldon seit vierzig Jahren die begehrte Trophäe jedes Jahr gewonnen hat, befürchtet Carol einen Konflikt zwischen Mr. Ballard und ihrer Großmutter. Vin mischt sich schließlich ein und fängt einen Streit an. Als Carol geschickt kontert, verlässt Vin beleidigt den Tisch.
Innerhalb der nächsten Tage wird die Rose in der Dorfgemeinde kontrovers diskutiert. Eines Abends findet in einer Kapelle des Dorfs ein Ball statt. Carol trifft dabei auf die Minivers und will sich für ihr Verhalten Vin gegenüber entschuldigen. Der ist nicht anwesend, lässt Carol jedoch eine Nachricht zukommen, mit der er sie zu einem Gespräch unter vier Augen bittet. Wenig später erscheint Carol an der Bootsanlegestelle, wo sich Vin für sein Verhalten entschuldigen möchte, obwohl er seine Meinung nicht geändert hat. Er lässt sich von Carol auf einen Tanz einladen und gesteht ihr später, es sei der schönste Tag in seinem Leben gewesen.

### Kriegsbeginn
Beim Gottesdienst erhält der Pfarrer die Nachricht, dass der deutsche Überfall auf Polen soeben begonnen habe, und er entschließt sich, die Messe nach nur wenigen Worten zu beenden. Später besucht Vin die Beldons, um sich nach ihnen zu erkundigen. Als Fliegeralarm einsetzt, bleibt er bei ihnen, während im Dorf die Einwohner gebeten werden, ihre Fenster zu verdunkeln.
Einige Monate später wird Vin, der sich in der Zwischenzeit zum Piloten hat ausbilden lassen und seine Flugübungen mit Auszeichnung bestanden hat, in sein Heimatdorf versetzt. Am Abend macht er, bevor er wieder gehen muss, Carol einen Heiratsantrag. In der folgenden Nacht wird Mr. Miniver gebeten, sein Motorboot den Alliierten zur Verfügung zu stellen. In einer Bar in Ramsgate trifft er auf weitere Kameraden und einen Offizier, der ihnen die Lage erklärt. Alle verfügbaren Motorboote mit einer Bootslänge von über zehn Meter sollen beschlagnahmt werden, um 400.000 Männer, die von der gegnerischen Artillerie eingeschlossen wurden, aus dem „Kessel von Dünkirchen“ zu befreien.

### Deutscher Pilot
Eine Woche ist bereits vergangen und Mrs. Miniver hat ihren Ehemann und ihren Sohn nicht wiedergesehen. Sie verlässt ihr Haus und trifft auf Mr. Ballard. Nach einem kleinen Gespräch mit ihm findet sie zufällig in einem Gebüsch einen deutschen Piloten, der seit Wochen gesucht wird. Mrs. Miniver versucht ihm unauffällig seine Waffe abzunehmen, doch er erwacht und verfolgt sie bis zu ihrem Haus. Er ist verwundet und verlangt von ihr einen Mantel. Als er plötzlich ohnmächtig wird, nimmt ihm Mrs. Miniver die Waffe ab und ruft die Polizei, die den Deutschen festnimmt.
Als Clem Miniver nach Hause zurückgekehrt ist, erscheint Lady Beldon und erklärt, dass ihre Enkelin zu jung sei, um Vin zu heiraten. Sie selbst habe mit 16 Jahren ihren Willen gegenüber ihren Eltern durchgesetzt und einen Mann geheiratet, der später im Krieg gestorben sei. Diese schmerzvolle Erfahrung will sie Carol ersparen. Am Ende gibt sie jedoch nach, da sie erkennen muss, dass sich Carol und Vin innig lieben.

### Bombardement des Dorfes
In den darauffolgenden Wochen wird das Dorf nachts von feindlichen Fliegern bombardiert. Auch das Haus der Minivers wird beschädigt. Als Lady Beldon und die Minivers Vin und Carol als inzwischen verheiratetes Paar vom Bahnhof abholen, treffen sie auf Mr. Ballard, der überzeugt ist, aus der kommenden Blumenausstellung als Sieger hervorzugehen. Diese findet bereits am Nachmittag statt. Ein Diener überreicht der Gastgeberin auf einem Zettel die Ergebnisse der Preisrichter, die ihr den ersten und Mr. Ballard den zweiten Platz gegeben haben. Als Lady Beldon die Ergebnisse bekanntgeben will, sieht sie sich die Rose ihres Konkurrenten noch einmal genau an und entschließt sich, Mr. Ballard den Preis zuzusprechen.
Die Veranstaltung wird jäh von einem Soldaten gestört. Erneut sind deutsche Bomber unterwegs. Lady Beldon unterbricht die Veranstaltung und erklärt, dass sie alle Gäste in ihrem geräumigen Keller unterbringen könne. Mrs. Miniver und Carol fahren jedoch nach Hause und müssen mit ihrem Wagen stehen bleiben, als deutsche Flieger über ihnen kreisen. Als sie ein brennendes Flugzeug abstürzen sehen, wird Carol von einem Schuss verletzt. Zu Hause angekommen verständigt Mrs. Miniver umgehend einen Arzt, doch Carol stirbt, noch ehe sie medizinisch versorgt werden kann. Tags darauf kehrt Vin von seinem Einsatz zurück. Er hat die Nachricht von Carols Tod bereits erhalten. Am nächsten Tag werden alle kürzlich verstorbenen Mitglieder der Gemeinde in der zerstörten Kapelle betrauert. Lady Beldon sitzt allein in ihrer Reihe, bis Vin schließlich zu ihr geht, um ihr beizustehen.

## Hintergrund

### Buchvorlage
Mrs. Miniver basiert auf den Erzählungen der britischen Schriftstellerin Jan Struther (* 6. Juni 1901 als Joyce Anstruther, † 20. Juli 1953). Sie verfasste 1937 mehrere Erzählungen, die in der Tageszeitung The Times veröffentlicht wurden. Die Protagonistin der Geschichten ist die fiktive Mrs. Miniver, die mit ihrer Familie in der Nähe von London lebt. In ihren späteren Geschichten nahm Struther immer mehr Bezug auf den bevorstehenden Zweiten Weltkrieg. 1939 schrieb sie die Geschichten in Briefform auf, um die Kriegserfahrungen der einzelnen Charaktere zu verdeutlichen. Danach veröffentlichte sie ein Buch, das in den Vereinigten Staaten ein großer Erfolg wurde.
Der Produzent Sidney Franklin brachte schließlich die Verfilmung der Erzählungen ins Rollen, als er George Froeschel, James Hilton, Claudine West und Arthur Wimperis damit beauftragte, aus dem Stoff ein geeignetes Drehbuch zu schreiben. Das Skript beginnt 1939, als England Deutschland den Krieg erklärt, während die Buchvorlage an dieser Stelle endet. Die Handlung wurde komplett neu geschrieben, sodass nur die Charaktere der literarischen Vorlage treu blieben.

### Dreharbeiten
Im November 1941 begannen die Dreharbeiten. Obwohl der Film in England spielt, wurde er ausschließlich in Culver City, Kalifornien, gedreht. William Wyler wollte die Hauptrolle zunächst mit Norma Shearer besetzen, die jedoch wenig begeistert war, die Mutter halberwachsener Kinder zu spielen. Kurzzeitig war auch Irene Dunne als Mrs. Miniver im Gespräch. Schließlich übernahm Greer Garson die Hauptrolle, obwohl sie diese aus Altersgründen ebenfalls nicht spielen wollte. Sie fürchtete zudem den weithin bekannten Perfektionismus von Wyler, der Szenen besonders häufig wiederholen ließ, bis er mit dem Ergebnis zufrieden war. Am Set kam es deshalb wiederholt zu Spannungen zwischen Regisseur und Darstellern. Garson verstand sich hingegen besonders gut mit Richard Ney, der im Film die Rolle ihres eigenwilligen Sohnes Vin Miniver spielte. Sie heirateten im Juli 1943, ließen sich jedoch im September 1947 wieder scheiden.
Während der Dreharbeiten erklärte Deutschland im Dezember 1941 den USA den Krieg. Daraufhin erlaubte das Studio Wyler, einige zuvor gegenüber der Romanvorlage abgemilderte Szenen neu zu drehen und die Deutschen negativer darzustellen.

## Rezeption

### Veröffentlichung und Nachwirkung
Am 4. Juni 1942 fand die Weltpremiere in New Yorks Radio City Music Hall statt, wo der Film stolze zehn Wochen lang lief. In den späten 1940er Jahren wurde er auch in Europa gezeigt. Mit Produktionskosten von 1.344.000 Dollar war der Film für MGM eine durchschnittlich teure Produktion, die am Ende jedoch mit einem Einspielergebnis von 8.878.000 Dollar und einem Gesamtprofit von 4.831.000 Dollar zum finanziell erfolgreichsten Film von 1942 avancierte. Mrs. Miniver gewann bei insgesamt zwölf Nominierungen sechs Oscars. Laut einer Umfrage des US-amerikanischen Magazins Film Daily wählten 555 von 592 Filmkritikern Mrs. Miniver zum „Film des Jahres 1942“.
Der britische Premierminister Winston Churchill soll behauptet haben, dass der Film dem Kriegsende mehr gebracht habe als eine Flotte von Zerstörern. US-Präsident Franklin D. Roosevelt war von der finalen Rede des Vikars in der zerbombten Kirche derart beeindruckt, dass er sie mit Flugblättern in Europa verteilen und über das Radio in den USA verkünden ließ. Zu den Bewunderern des Films gehörte auch Propagandaminister Joseph Goebbels: „Hier ist alles das in Vollendung zu sehen, was ich seit Monaten, ja seit Jahren von der deutschen Filmproduktion verlange und fordere.“ Er präsentierte den Film deutschen Filmproduzenten, „um ihnen zu zeigen, wie es gemacht werden muß“.
In Deutschland kam der Film erst am 21. Oktober 1960 in die Kinos. Wie Der Spiegel in einer zeitgenössischen Kritik anmerkt, sei die Szene mit dem von Helmut Dantine gespielten Flieger dabei gekürzt worden. Im Jahr 2004 erschien der Film auf DVD.

### Kritiken
Für Bosley Crowther von der New York Times war Mrs. Miniver seinerzeit der „bestimmt beste Film“, der bis dahin über den Zweiten Weltkrieg gedreht worden sei, und gleichzeitig ein „im höchsten Maße verherrlichender Tribut an die Briten“, die den Krieg „tapfer wegsteckten“. Regisseur William Wyler habe bei seiner Regie eine „Sensibilität“ an den Tag gelegt, die „selten in Filmen“ zum Vorschein komme. Die Besetzung sei in jeder Rolle „exzellent“. Herb Golden vom Branchenblatt Variety fand den Film „so warmherzig, so gut gemacht, dass Mrs. Minivers Familie zur Familie des Publikums wird“. Die Geschichte der Familie Miniver „bringt den Krieg wahrlich in die eigene Familie“.
„Im Rahmen einer menschlich ansprechenden Familiengeschichte drängt Wylers Regie die Absicht, die USA auf den Krieg einzustimmen, soweit zurück, daß ein künstlerisch beachtliches Drama von allgemeiner Bedeutung entstand“, urteilte das Lexikon des internationalen Films. Die Fernsehzeitschrift Prisma nannte Mrs. Miniver ein „sorgfältiges Melodram über Zivilcourage und die psychischen Folgen eines Krieges“, das „den Menschen Mut […] machen“ sollte und „ein idealisiertes England“ zur Schau stelle: „Trotz Fliegerangriffe werden hier weiterhin preisgekrönte Rosen gepflegt.“ Gelobt wurde zudem die Hauptdarstellerin: „Greer Garson beeindruckt mit ihrer Oscar-preisgekrönten Darstellung.“ Cinema zufolge handle es sich um ein „[z]u Herzen gehendes Kriegsmelodram“ und einen „clevere[n] Propagandafilm: Dem heiteren Auftakt folgt der Schrecken um so stärker“.

### Deutung der Kritiker
Trotz der positiven Resonanz der Zuschauer wurde der Film nach dem Zweiten Weltkrieg oft kritisiert. Die Filmkritiker werfen ihm fehlenden Realitätsbezug vor und bezeichnen ihn als Propagandafilm („An effective piece of wartime cinematic propaganda that helped defeat the Nazis.“) Regisseur William Wyler hat sich öffentlich zu dieser These geäußert. Er erwähnte in einem Interview, dass der Film den amerikanischen Zuschauern nur die Lage der englischen Soldaten im Krieg zeigen sollte. Wyler war der Ansicht, dass die Amerikaner ihre Isolation vom Krieg überwinden mussten, um den Engländern im Krieg beizustehen. Nach der Oscarverleihung von 1943 meldete er sich freiwillig zum Dienst bei der United States Army.

### Auszeichnungen
Mrs. Miniver war in zwölf Kategorien für den Oscar nominiert. Bei der Verleihung am 4. März 1943 im Ambassador Hotel in Los Angeles gewann der Film insgesamt sechs Oscars und konnte sich gegen Filme wie Gefundene Jahre und Der Glanz des Hauses Amberson in der Kategorie Bester Film durchsetzen. Greer Garson, die für ihre Titelrolle den Oscar als beste Hauptdarstellerin gewann, hielt bei der Verleihung eine fünfminütige Dankesrede, die bis heute als die längste gilt.
Gewonnen:
- Bester Film (Sidney Franklin)
- Beste Regie (William Wyler)
- Beste Hauptdarstellerin (Greer Garson)
- Beste Nebendarstellerin (Teresa Wright)
- Beste Kamera (Joseph Ruttenberg)
- Bestes adaptiertes Drehbuch (George Froeschel, James Hilton, Claudine West, Arthur Wimperis)

Nominiert:
- Bester Hauptdarsteller (Walter Pidgeon)
- Bester Nebendarsteller (Henry Travers)
- Beste Nebendarstellerin (Dame May Whitty)
- Bester Schnitt (Harold F. Kress)
- Beste visuelle Effekte (A. Arnold Gillespie, Warren Newcombe und Douglas Shearer)
- Bester Ton (Douglas Shearer)

Die kulturgeschichtliche Bedeutung des Films wurde im Jahr 2009 durch seine Aufnahme in das National Film Registry gewürdigt.

## Deutsche Fassung
Die deutsche Synchronfassung entstand 1960 im MGM-Synchronisationsatelier Berlin.
| Rolle                         | Darsteller      | Synchronsprecher       |
| ----------------------------- | --------------- | ---------------------- |
| Mrs. Kay Miniver              | Greer Garson    | Tilly Lauenstein       |
| Clem Miniver                  | Walter Pidgeon  | Siegfried Schürenberg  |
| Carol Beldon Miniver          | Teresa Wright   | Marion Degler          |
| Lady Beldon                   | May Whitty      | Agnes Windeck          |
| Foley                         | Reginald Owen   | Konrad Wagner          |
| Mr. Ballard                   | Henry Travers   | Hans Hessling          |
| Vin Miniver                   | Richard Ney     | Eckart Dux             |
| Vikar                         | Henry Wilcoxon  | Ernst Wilhelm Borchert |
| Hausmädchen Gladys            | Brenda Forbes   | Käte Jaenicke          |
| Ada                           | Marie De Becker | Alice Treff            |
| deutscher Pilot               | Helmut Dantine  | Dietmar Schönherr      |
| Horace                        | Rhys Williams   | Werner Peters          |
| George                        | Aubrey Mather   | Robert Klupp           |
| Mac                           | Charles Irwin   | Günter Pfitzmann       |
| Polizist                      | Frank Baker     | Horst Niendorf         |
| Chandler, Lady Beldons Butler | Leonard Carey   | Gerd Prager            |
| Zahnarzt                      | Ian Wolfe       | Toni Herbert           |
| Kapitän                       | Vernon Steele   | Friedrich Schoenfelder |

## Soundtrack
- Herbert Stothart: Mrs. Miniver. Suite. Auf: Great Stories From World War II. Film Spectacular Vol. 6. Decca, London 1976, Tonträger-Nr. PFS 4350 (LP) – Neueinspielung von Auszügen der Filmmusik durch das London Festival Orchestra unter der Leitung von Stanley Black.